# Abbott und Costello als Mumienräuber
Abbott und Costello als Mumienräuber (Alternativtitel: A + C als Mumienräuber, Originaltitel: Abbott and Costello Meet the Mummy) ist eine US-amerikanische Filmkomödie des Regisseurs Charles Lamont aus dem Jahr 1955 nach einer Erzählung von Lee Loeb. Der Film ist der vorletzte des Komikerduos. Deutschland-Premiere war am 21. August 1959.

## Handlung
Abbott und Costello sind in Kairo gelandet. Sie bekommen zufällig mit, wie Dr. Zoomer über die Mumie Klaris’, des Grabwächters der Prinzessin Ara, spricht. Die Mumie hat ein geweihtes Medaillon, das den Weg zum Schatz der Prinzessin zeigen soll. Semu und Madame Rontra, Anhänger von Klaris, belauschen das Gespräch ebenfalls.
Um die Mumie nach Amerika zu überführen, gehen Abbott und Costello zum Haus des Doktors. Bevor die beiden eintreffen, wird Dr. Zoomer von zwei Helfern Semus, Iben und Hetsut, getötet. Die Mumie wird gestohlen, doch das Medaillon wird vergessen. Abbott und Costello finden das Medaillon. Rontru bietet ihnen 100 Dollar, doch Abbott weiß, dass dessen Wert mindestens 5000 Dollar beträgt, die Rontru auch bereit ist zu zahlen. Sie sollen Rontru im Café Cairo treffen, wo sie von einem Kellner erfahren, dass das Medaillon verflucht ist. Hektisch versuchen sie es loszuwerden, doch durch ein Missgeschick landet es in Costellos Hamburger, der es auch prompt verschluckt. Rontru drängt die beiden, zu einem Arzt zu gehen, damit Costello geröntgt wird. Da die Inschrift des Medaillons aber aus Hieroglyphen besteht, kann sie es nicht entziffern. Semu kommt hinzu, gibt sich als Archäologe aus und bietet an, alle zum Grab der Prinzessin zu führen. Derweil haben seine Männer die Mumie Klaris zum Leben erweckt.
Am Grab angekommen, will Semu alle töten. Rontru nimmt Semu gefangen, und Charlie, einer ihrer Männer, geht als Mumie verkleidet in den Tempel. Auch Abbott verkleidet sich als Mumie und geht hinterher. Er und Costello befreien Semu. Nun sind drei Mumien zur gleichen Zeit am gleichen Ort. Rontru versucht mit Dynamit die Schatzkammer zu öffnen. Klaris stirbt, der Schatz ist freigelegt. Abbott und Costello überzeugen Semu, einen Nachtclub zu eröffnen und die Legende von Klaris zu bewahren.

## Hintergrund
Die Rollennamen von Abbott und Costello sind, wie im Abspann genannt, Peter Patterson (Abbott) und Freddie Franklin (Costello). Im Film selber sprechen sie sich mit ihren gewohnten Namen an.
Der dreifache Oscarpreisträger Alexander Golitzen war für die Filmbauten zuständig. Ausstatter Russell A. Gausman gewann in seiner Karriere zwei Oscars, Toningenieur Leslie I. Carey einen. Im Abspann nicht genannt wurde Henry Mancini, der an der Filmmusik mitarbeitete.

## Kritiken
Für den film-dienst war der Film ein „[ü]berdrehter Klamauk nach gewohntem Erfolgsrezept; in der Handlung allzu verworren und sprunghaft.“ Alan Frank urteilte vernichtend im Horror Film Handbook: „In jeder Hinsicht fürchterlich, mit Gags, die älter als die Mumie selbst sind.“

## Synchronisation
Die deutschsprachige Synchronfassung fertigte die Berliner Synchron GmbH an. Dialogregie führte Klaus von Wahl nach dem Dialogbuch von Fritz A. Koeniger.
| Rolle                           | Darsteller     | Synchronsprecher       |
| ------------------------------- | -------------- | ---------------------- |
| Bud Abbott / Peter Patterson    | Bud Abbott     | Wolfgang Eichberger    |
| Lou Costello / Freddie Franklin | Lou Costello   | Clemens Hasse          |
| Madame Rontru                   | Marie Windsor  | Agi Prandhoff          |
| Semu                            | Richard Deacon | Friedrich Schoenfelder |
| Charlie                         | Michael Ansara | Joachim Boldt          |
| Dr. Zoomer                      | Kurt Katch     | Erich Poremski         |
| Josef                           | Dan Seymour    | Gerd Duwner            |
| Habid                           | George Khoury  | Stanislav Ledinek      |